# Duque de Leuchtenberg

Armas de Eugène de Beauharnais como Duque de Leuchtenberg.

Duque de Leuchtenberg era un título creado por dos veces por los monarcas de Baviera para sus parientes. La primera creación fue concedida por el Elector Maximiliano I de Baviera a su hijo Maximiliano Felipe Jerónimo, que a su muerte sin hijos los territorios asociados pasaron de nuevo a su sobrino el Elector Maximiliano II de Baviera. Fue recreado por el rey Maximiliano I José de Baviera el 14 de noviembre de 1817 y concedido a su yerno Eugène de Beauharnais. Eugène era el hijo adoptivo del depuesto emperador Napoleón I de Francia, y Eugène había sido su heredero en Fráncfort y brevemente en Italia. El rey Maximiliano José compensó a su yerno después de la pérdida de este de los otros títulos y lo nombró heredero al reino de Baviera después de la descendencia por línea masculina de la casa real.
El título complementario, en la nobleza bávara, el de Príncipe de Eichstätt, fue renunciado por el 4.º Duque en favor del Rey de Baviera en 1855. El 14 de julio de 1839, el emperador Nicolás I de Rusia concedió el tratamiento ruso y finlandés de Alteza Imperial al 3.º Duque, Maximiliano, que acababa de casarse con su hija, la Gran Duquesa María Nikolaevna.
Nicolás, 4.º Duque de Leuchtenberg, fue nombrado Duque de Leuchtenberg en el Imperio ruso en 1890 por Alejandro III de Rusia, como miembro de la familia imperial rusa ampliada. Este nombramiento elevó el tratamiento de Alteza Serenísima a Alteza Imperial, y debía ser llevado por todos los descendientes en línea masculina de Nicolás nacidos de un matrimonio de igual rango, del duque titular de 1852 a 1891. El título era principalmente ceremonial, sin tierras ni gobiernos asociados; el título pasó a ser "Duque von (o de) Leuchtenberg, de Beauharnais".
Después de la muerte del 8.º Duque en 1974, no hubo herederos de estatus dinástico; el matrimonio de los padres del 8.º Duque fue el último matrimonio entre iguales contraído por el heredero varón de la Casa de Beauharnais. El título es reclamado por Nicolás de Leuchtenberg (n. 1933), heredero sénior del 4.º Duque por su matrimonio morganático, cuyo hijo Nicolás (1868-1928) recibió en 1890 el título de Duque de Leuchtenberg (rama rusa) por edicto del zar Alejandro III de Rusia.

## Duques de Leuchtenberg, 1650-1705
| Nombre                    | Retrato | Nacimiento                                                                          | Esposa                                                | Muerte                                        |
| ------------------------- | ------- | ----------------------------------------------------------------------------------- | ----------------------------------------------------- | --------------------------------------------- |
| Felipe Jerónimo 1650-1705 |         | 30 de septiembre de 1638, Munich, Baviera hijo del Elector Maximiliano I de Baviera | Maurita Febronia de la Tour d'Auvergne 1668 sin hijos | 20 de marzo de 1705 Turkheim, Baviera 66 años |

## Duques de Leuchtenberg, 1817-1974
| Nombre | Retrato | Nacimiento | Esposa | Muerte                                                    |
| --- | ------- | --- | --- | --------------------------------------------------------- |
| Eugène de Beauharnais 1817-1824 tratamiento de Alteza Real Príncipe francés (1804), Vicerrey de Italia (1805), Príncipe de Venecia (1807), heredero del Gran Ducado de Fráncfort (1810)                                            |         | 3 de septiembre de 1781 París, Francia hijo del Vizconde Alejandro de Beauharnais y Joséphine Tascher de la Pagerie          | Princesa Augusta de Baviera 14 de enero de 1806 7 hijos                                                                  | 21 de febrero de 1824 Múnich, Baviera 42 años             |
| Augusto de Beauharnais 1824-1835 tratamiento de Alteza Serenísima, creado Alteza Imperial y Real por su suegro Duque de Santa Cruz (1829), Príncipe Consorte de Portugal (1834)                                                    |         | 9 de diciembre de 1810 Milán, Lombardía, Italia hijo de Eugène de Beauharnais                                                | Reina María II de Portugal 1 de diciembre de 1834 sin hijos                                                              | 28 de marzo de 1835 Lisboa, Portugal 24 años              |
| Maximiliano de Beauharnais 1835-1852 tratamiento de Alteza Serenísima, concedido el tratamiento de Alteza Imperial por su suegro                                                                                                   |         | 2 de octubre de 1817 Múnich, Baviera hijo de Eugène de Beauharnais y la Princesa Augusta de Baviera                          | Gran Duquesa María Nikolaevna de Rusia 2 de julio de 1839 7 hijos                                                        | 1 de noviembre de 1852 San Petersburgo, Rusia 35 años     |
| Nicolás Maximilianovich de Beauharnais 1852-1891 tratamiento de Alteza Imperial |         | 4 de agosto de 1843 hijo de Maximiliano de Beauharnais y la Gran Duquesa María Nikolaevna de Rusia                           | Nadezhda Sergeevna Annenkova (morganático) Octubre de 1868 2 hijos                                                       | 6 de enero de 1891 París, Francia 47 años                 |
| Eugenio Maximilianovich de Beauharnais 1891-1901 tratamiento de Alteza Imperial |         | 8 de febrero de 1847 San Petersburgo, Rusia hijo de Maximiliano de Beauharnais y la Gran Duquesa María Nikolaevna de Rusia   | Daria Opotchinina (morganático) 20 de enero de 1869 1 hija Zinaida Skobeleva (morganático) 14 de julio de 1878 sin hijos | 31 de agosto de 1901 San Petersburgo, Rusia 54 años       |
| Jorge Maximilianovich de Beauharnais 1901-1912 Alteza Imperial |         | 29 de febrerro de 1852 San Petersburgo, Rusia hijo de Maximiliano de Beauharnais y la Gran Duquesa María Nikolaevna de Rusia | Teresa Petrovna de Oldenburgo 12 de mayo de 1879 un hijo Princesa Anastasia de Montenegro 16 de abril de 1889 2 hijos    | 16 de mayo de 1912 París, Francia 60 años                 |
| Alejandro Georgievich de Beauharnais 1912-1942 tratamiento de Alteza Imperial; revertido a Alteza Serenísima después de la abolición de los títulos en 1918; título pretendiente tras la abolición de la monarquía alemana en 1919 |         | 13 de noviembre de 1881 San Petersburgo, Rusia hijo de Jorge Maximilianovich y la Duquesa Teresa Petrovna de Oldenburgo      | Nadezhda Nicolaevna Caralli (morganático) 22 de enero de 1917 sin hijos                                                  | 26 de septiembre de 1942 Salies-de-Béarn, Francia 60 años |
| Sergio Georgievich de Beauharnais 1942-1974 Alteza Serenísima |         | 4 de julio de 1890 Peterhof, Rusia hijo de Jorge Maximilianovich y la Princesa Anastasia de Montenegro                       | soltero | 7 de enero de 1974 Roma, Italia 83 años                   |